# 下橫線
，又稱底线、下標線、下橫線及底線，是指在文字下方加上橫線。例如：维基百科，自由的百科全书。
最早出现在ASCII中的U+005F叫做“下划线”（low line）或“独立下划线”（free-standing underscore），在打字机上，可以通过重复打印在已打印字符之上的方式，打印出有下划线的字符。U+0332是“组合下划线”（combining low line），是个组合字符。

## 電腦應用
在文書處理器Microsoft Word中，可用Ctrl+U使文字添加一條底線。